# Пливање на Летњим олимпијским играма 1900 — 200 метара леђно за мушкарце
Пливање на 200 метара леђно за мушкарце била је једна од 7 дисциплина пливачког програма на Летњим олимпијским играма 1900. у Паризу. Ово је било први пут да се на олимпијским играма плива неким другим стилом осим слободног. 
Такмичење је одржано 11. и 12. августа уз учешће 16 пливача из 7 земаља. Такмичари су били подељени у три квалификационе трке. У финале су се пласирали победници група (КВ) и још седморица према постигнутом резултату (кв).
Старт трке није био из воде као данас, него из скока и у води се требало окренути и наставити леђно до краја. Пливало се низводно праволинијски без окретања.

## Земље учеснице
| - Аустрија (1) - Француска (8) - Уједињено Краљевство (2) - Немачко царство (1) | - Италија (1) - Холандија (2) - Шведска (1) |

## Победници
|                                 |                      |                         |
| Ернст Хопенберг Немачко царство | Карл Руберл Аустрија | Јоханес Дрост Холандија |

## Резултати
Полуфинале је одржано 11. августа

### Полуфинале 1
| Место | Такмичар                          | Време  | Белешка |
| ----- | --------------------------------- | ------ | ------- |
| 1     | Ернст Хопенберг Немачко царство   | 2:54,4 | КВ      |
| 2     | Роберт Крошо Уједињено Краљевство | 3:15,0 | кв      |
| 3     | Томас Берџис Уједињено Краљевство | 3:50,4 | кв      |
| 4     | Паоло Буцети Италија              | 4:09,2 | кв      |
| 5     | Lapostolet Француска              | 4:34,6 |         |
| 6     | Fumouze Француска                 | 5:17,0 |         |

### Полуфинале 2
| Место | Такмичар                   | Време  | Белешка |
| ----- | -------------------------- | ------ | ------- |
| 1     | Johannes Bloemen Холандија | 3:09,2 | КВ      |
| 2     | де Роман Француска         | 3:56,6 | кв      |
| 3     | Шерван Француска           | 4:42,0 |         |

### Полуфинале 3
| Место | Такмичар                 | Време  | Белешка |
| ----- | ------------------------ | ------ | ------- |
| 1     | Карл Руберл Аустрија     | 2:56,0 | КВ      |
| 2     | Јоханес Дрост Холандија  | 3:10,2 | кв      |
| 3     | Jean Leuilliux Француска | 3:10,2 | кв      |
| 4     | Ерик Ериксон Шведска     | 4:05,4 | кв      |
| 5     | Лие Француска            | 4:10,0 |         |
| 6     | Peyrusson Француска      | 4:15,6 |         |
| 7     | Texier Француска         | 4:49,0 |         |

## Финале
Финале је осдржано 12. августа. 
| Место | Такмичар                          | Време        |              |
| ----- | --------------------------------- | ------------ | ------------ |
|       | Ернст Хопенберг Немачко царство   | 2:47,0       |              |
|       | Карл Руберл Аустрија              | 2:56,0       |              |
|       | Јоханес Дрост Холандија           | 3:01,0       |              |
| 4     | Johannes Bloemen Холандија        | 3:02,2       |              |
| 5     | Томас Берџис Уједињено Краљевство | 3:12,0       |              |
| 6     | де Роман Француска                | 3:38,0       |              |
| 7     | Паоло Буцети Италија              | 3:45,0       |              |
| 8     | Ерик Ериксон Шведска              | 3:56,4       |              |
| —     | Роберт Крошо Уједињено Краљевство | Није завршио | Није завршио |
| —     | Jean Leuilliux Француска          | Није завршио | Није завршио |